# Llista d'asteroides/94001–94100
| Nom     | Designació provisional | Data de descobriment | Lloc de descobriment | Descobridor/s  |
| ------- | ---------------------- | -------------------- | -------------------- | -------------- |
| 94001 - | 2000 XP21              | 4 de desembre, 2000  | Socorro              | LINEAR         |
| 94002 - | 2000 XX22              | 4 de desembre, 2000  | Socorro              | LINEAR         |
| 94003 - | 2000 XZ23              | 4 de desembre, 2000  | Socorro              | LINEAR         |
| 94004 - | 2000 XL24              | 4 de desembre, 2000  | Socorro              | LINEAR         |
| 94005 - | 2000 XO25              | 4 de desembre, 2000  | Socorro              | LINEAR         |
| 94006 - | 2000 XQ25              | 4 de desembre, 2000  | Socorro              | LINEAR         |
| 94007 - | 2000 XR25              | 4 de desembre, 2000  | Socorro              | LINEAR         |
| 94008 - | 2000 XT25              | 4 de desembre, 2000  | Socorro              | LINEAR         |
| 94009 - | 2000 XZ26              | 4 de desembre, 2000  | Socorro              | LINEAR         |
| 94010 - | 2000 XJ27              | 4 de desembre, 2000  | Socorro              | LINEAR         |
| 94011 - | 2000 XZ27              | 4 de desembre, 2000  | Socorro              | LINEAR         |
| 94012 - | 2000 XM28              | 4 de desembre, 2000  | Socorro              | LINEAR         |
| 94013 - | 2000 XP28              | 4 de desembre, 2000  | Socorro              | LINEAR         |
| 94014 - | 2000 XJ29              | 4 de desembre, 2000  | Socorro              | LINEAR         |
| 94015 - | 2000 XT29              | 4 de desembre, 2000  | Socorro              | LINEAR         |
| 94016 - | 2000 XC30              | 4 de desembre, 2000  | Socorro              | LINEAR         |
| 94017 - | 2000 XT30              | 4 de desembre, 2000  | Socorro              | LINEAR         |
| 94018 - | 2000 XM31              | 4 de desembre, 2000  | Socorro              | LINEAR         |
| 94019 - | 2000 XN32              | 4 de desembre, 2000  | Socorro              | LINEAR         |
| 94020 - | 2000 XH33              | 4 de desembre, 2000  | Socorro              | LINEAR         |
| 94021 - | 2000 XJ33              | 4 de desembre, 2000  | Socorro              | LINEAR         |
| 94022 - | 2000 XH35              | 4 de desembre, 2000  | Socorro              | LINEAR         |
| 94023 - | 2000 XL36              | 5 de desembre, 2000  | Socorro              | LINEAR         |
| 94024 - | 2000 XS36              | 5 de desembre, 2000  | Socorro              | LINEAR         |
| 94025 - | 2000 XC37              | 5 de desembre, 2000  | Socorro              | LINEAR         |
| 94026 - | 2000 XF39              | 4 de desembre, 2000  | Socorro              | LINEAR         |
| 94027 - | 2000 XL39              | 4 de desembre, 2000  | Socorro              | LINEAR         |
| 94028 - | 2000 XM39              | 4 de desembre, 2000  | Socorro              | LINEAR         |
| 94029 - | 2000 XN39              | 4 de desembre, 2000  | Socorro              | LINEAR         |
| 94030 - | 2000 XC40              | 5 de desembre, 2000  | Socorro              | LINEAR         |
| 94031 - | 2000 XF40              | 5 de desembre, 2000  | Socorro              | LINEAR         |
| 94032 - | 2000 XC41              | 5 de desembre, 2000  | Socorro              | LINEAR         |
| 94033 - | 2000 XS41              | 5 de desembre, 2000  | Socorro              | LINEAR         |
| 94034 - | 2000 XB46              | 15 de desembre, 2000 | Socorro              | LINEAR         |
| 94035 - | 2000 XX47              | 4 de desembre, 2000  | Socorro              | LINEAR         |
| 94036 - | 2000 XG48              | 4 de desembre, 2000  | Socorro              | LINEAR         |
| 94037 - | 2000 XK48              | 4 de desembre, 2000  | Socorro              | LINEAR         |
| 94038 - | 2000 XX48              | 4 de desembre, 2000  | Socorro              | LINEAR         |
| 94039 - | 2000 XW50              | 6 de desembre, 2000  | Socorro              | LINEAR         |
| 94040 - | 2000 XE52              | 6 de desembre, 2000  | Socorro              | LINEAR         |
| 94041 - | 2000 XK52              | 6 de desembre, 2000  | Socorro              | LINEAR         |
| 94042 - | 2000 XU52              | 6 de desembre, 2000  | Socorro              | LINEAR         |
| 94043 - | 2000 XB53              | 6 de desembre, 2000  | Socorro              | LINEAR         |
| 94044 - | 2000 XW53              | 15 de desembre, 2000 | Uccle                | T. Pauwels     |
| 94045 - | 2000 XO54              | 11 de desembre, 2000 | Siding Spring        | R. H. McNaught |
| 94046 - | 2000 YK                | 16 de desembre, 2000 | Socorro              | LINEAR         |
| 94047 - | 2000 YO1               | 17 de desembre, 2000 | Socorro              | LINEAR         |
| 94048 - | 2000 YU2               | 19 de desembre, 2000 | Socorro              | LINEAR         |
| 94049 - | 2000 YM4               | 20 de desembre, 2000 | Kitt Peak            | Spacewatch     |
| 94050 - | 2000 YP4               | 20 de desembre, 2000 | Kitt Peak            | Spacewatch     |
| 94051 - | 2000 YW4               | 21 de desembre, 2000 | Kitt Peak            | Spacewatch     |
| 94052 - | 2000 YS5               | 19 de desembre, 2000 | Socorro              | LINEAR         |
| 94053 - | 2000 YO6               | 20 de desembre, 2000 | Socorro              | LINEAR         |
| 94054 - | 2000 YE9               | 21 de desembre, 2000 | Kitt Peak            | Spacewatch     |
| 94055 - | 2000 YP11              | 20 de desembre, 2000 | Kitt Peak            | Spacewatch     |
| 94056 - | 2000 YX12              | 19 de desembre, 2000 | Haleakala            | NEAT           |
| 94057 - | 2000 YG14              | 25 de desembre, 2000 | Kitt Peak            | Spacewatch     |
| 94058 - | 2000 YM17              | 28 de desembre, 2000 | Fountain Hills       | C. W. Juels    |
| 94059 - | 2000 YA18              | 20 de desembre, 2000 | Socorro              | LINEAR         |
| 94060 - | 2000 YE18              | 20 de desembre, 2000 | Socorro              | LINEAR         |
| 94061 - | 2000 YF18              | 20 de desembre, 2000 | Socorro              | LINEAR         |
| 94062 - | 2000 YF21              | 29 de desembre, 2000 | Desert Beaver        | W. K. Y. Yeung |
| 94063 - | 2000 YA22              | 29 de desembre, 2000 | Desert Beaver        | W. K. Y. Yeung |
| 94064 - | 2000 YQ25              | 22 de desembre, 2000 | Socorro              | LINEAR         |
| 94065 - | 2000 YJ26              | 28 de desembre, 2000 | Socorro              | LINEAR         |
| 94066 - | 2000 YT29              | 29 de desembre, 2000 | Desert Beaver        | W. K. Y. Yeung |
| 94067 - | 2000 YS31              | 28 de desembre, 2000 | Haleakala            | NEAT           |
| 94068 - | 2000 YE34              | 28 de desembre, 2000 | Socorro              | LINEAR         |
| 94069 - | 2000 YL34              | 28 de desembre, 2000 | Socorro              | LINEAR         |
| 94070 - | 2000 YG36              | 30 de desembre, 2000 | Socorro              | LINEAR         |
| 94071 - | 2000 YM37              | 30 de desembre, 2000 | Socorro              | LINEAR         |
| 94072 - | 2000 YJ38              | 30 de desembre, 2000 | Socorro              | LINEAR         |
| 94073 - | 2000 YA39              | 30 de desembre, 2000 | Socorro              | LINEAR         |
| 94074 - | 2000 YB40              | 30 de desembre, 2000 | Socorro              | LINEAR         |
| 94075 - | 2000 YZ40              | 30 de desembre, 2000 | Socorro              | LINEAR         |
| 94076 - | 2000 YU41              | 30 de desembre, 2000 | Socorro              | LINEAR         |
| 94077 - | 2000 YJ43              | 30 de desembre, 2000 | Socorro              | LINEAR         |
| 94078 - | 2000 YC45              | 30 de desembre, 2000 | Socorro              | LINEAR         |
| 94079 - | 2000 YN46              | 30 de desembre, 2000 | Socorro              | LINEAR         |
| 94080 - | 2000 YC47              | 30 de desembre, 2000 | Socorro              | LINEAR         |
| 94081 - | 2000 YE47              | 30 de desembre, 2000 | Socorro              | LINEAR         |
| 94082 - | 2000 YD49              | 30 de desembre, 2000 | Socorro              | LINEAR         |
| 94083 - | 2000 YZ51              | 30 de desembre, 2000 | Socorro              | LINEAR         |
| 94084 - | 2000 YL52              | 30 de desembre, 2000 | Socorro              | LINEAR         |
| 94085 - | 2000 YV52              | 30 de desembre, 2000 | Socorro              | LINEAR         |
| 94086 - | 2000 YG55              | 30 de desembre, 2000 | Socorro              | LINEAR         |
| 94087 - | 2000 YC58              | 30 de desembre, 2000 | Socorro              | LINEAR         |
| 94088 - | 2000 YV58              | 30 de desembre, 2000 | Socorro              | LINEAR         |
| 94089 - | 2000 YQ59              | 30 de desembre, 2000 | Socorro              | LINEAR         |
| 94090 - | 2000 YH60              | 30 de desembre, 2000 | Socorro              | LINEAR         |
| 94091 - | 2000 YK61              | 30 de desembre, 2000 | Socorro              | LINEAR         |
| 94092 - | 2000 YD62              | 30 de desembre, 2000 | Socorro              | LINEAR         |
| 94093 - | 2000 YO63              | 30 de desembre, 2000 | Socorro              | LINEAR         |
| 94094 - | 2000 YQ65              | 16 de desembre, 2000 | Kitt Peak            | Spacewatch     |
| 94095 - | 2000 YG67              | 28 de desembre, 2000 | Socorro              | LINEAR         |
| 94096 - | 2000 YS69              | 30 de desembre, 2000 | Socorro              | LINEAR         |
| 94097 - | 2000 YT71              | 30 de desembre, 2000 | Socorro              | LINEAR         |
| 94098 - | 2000 YV71              | 30 de desembre, 2000 | Socorro              | LINEAR         |
| 94099 - | 2000 YS72              | 30 de desembre, 2000 | Socorro              | LINEAR         |
| 94100 - | 2000 YH73              | 30 de desembre, 2000 | Socorro              | LINEAR         |